# Talvik (Alta)
Talvik (nordsamisch Dálbmeluovta; kvenisch Talmulahti) ist eine Ortschaft in der norwegischen Kommune Alta in der Provinz (Fylke) Finnmark. Der Ort hat 306 Einwohner (Stand: 1. Januar 2024). Zwischen 1863 und 1963 war Talvik eine eigenständige Kommune.

## Geografie
Talvik ist ein sogenannter Tettsted, also eine Ansiedlung, die für statistische Zwecke als eine städtische Siedlung gewertet wird. Der Ort liegt nordwestlich der Stadt Alta an der Bucht Talvikbukta am Westufer des Altafjords. In der Gegend um Talvik kommt es häufiger zu Erdrutschen, die auf Quickton-Schichten zurückzuführen sind.

## Geschichte
Zwischen 1863 und 1963 war Talvik eine eigenständige Kommune. Sie wurde im Jahr 1863 mit damals 1938 Einwohnern von Alta abgespalten und zum 1. Januar 1964 wieder eingemeindet. Die Kommune Talvik hatte zum Zeitpunkt der Eingemeindung 3266 Einwohner und eine Fläche von 1650 km². Die frühere Kommune entspricht der Kirchengemeinde (Sogn) Talvik.
Am 3. Juni 2020 kam es auf der Landspitze Kråkneset in der Nähe von Talvik zu einem 650 Meter breiten Erdrutsch. Bei diesem wurden acht Gebäude ins Meer gespült. Einige Tage später rutschten auch Teile der alten E6 ab.

## Verkehr
Entlang der Küste des Altafjords und durch die Ortschaft führt die Europastraße 6 (E6). Diese stellt unter anderem die Verbindung zur Stadt Alta her. Die E6 ist in diesem Abschnitt schmal und kurvenreich und häufiger Erdrutschen ausgesetzt. Südlich von Talvik befindet sich der rund 860 Meter lange Talviktunnel, der im Jahr 2013 eröffnet wurde.

## Name
Die Einwohner Talviks werden im Norwegischen talvikværing genannt. Im Jahr 1559 wurde der Ort als Thellevigen erwähnt. Neben dem norwegischen Namen hat Talvik zwei weitere offizielle Namen: Dálbmeluovta in der nordsamischen und Talmulahti in der kvenischen Sprache. Der nordsamische Name setzt sich aus „luokta“ (deutsch Bucht) und einem Teil unbestimmter Herkunft zusammen. Die Vorsilbe „Tal-“ im norwegischen Namen leitet sich wahrscheinlich entweder vom nordsamischen Namen ab oder vom altnordischen Wort þelli (deutsch Kiefer). In der Region um Talvik sollen früher größere Kiefernwälder existiert haben. Die norwegische Nachsilbe „-vik“ bedeutet „Bucht“.

## Kirche

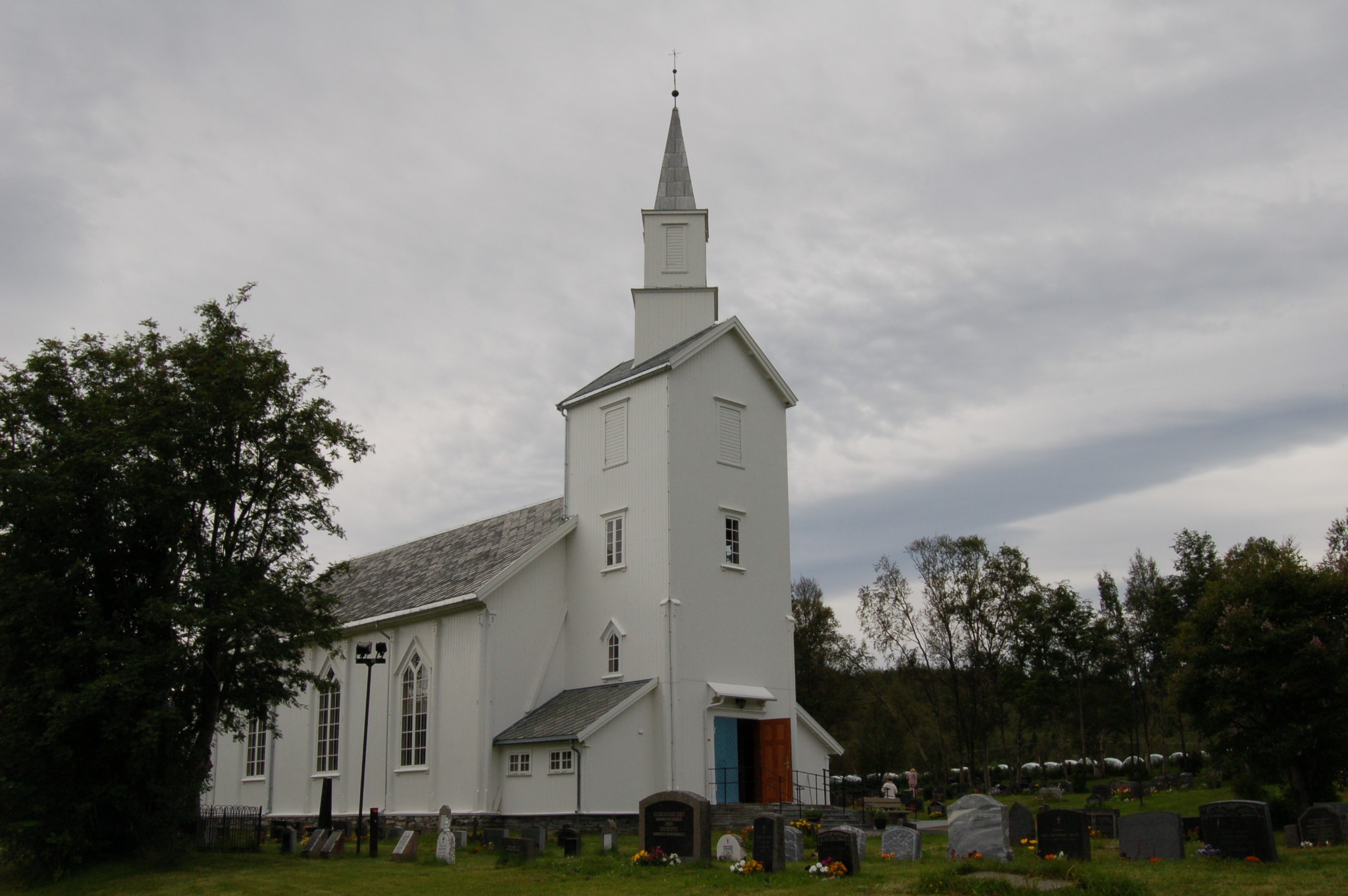
Kirche in Talvik

In Talvik steht die Talvik kirke, eine Holzkirche aus dem Jahr 1883. Die Kirche hat rund 300 Sitzplätze. Nach dem Zweiten Weltkrieg wurde sie vorübergehend als Bäckerei und Unterkunft verwendet.
Vor der heutigen Kirche gab es bereits andere Kirchen in Talvik. Die erste Kirche wurde 1694 auf der im Altafjord gelegenen Insel Årøya errichtet und 1705 nach Talvik umgezogen. Nachdem sie im Jahr 1734 abgerissen worden war, folgte im Jahr 1737 eine neue Kirche. Diese wurde bei einem Sturm im Januar 1882 zerstört.